# Fábián Gyula (zoológus)
Fábián Gyula (Sárvár, 1915. július 4. – Gödöllő, 1985. május 25.) zoológus, vadász, kísérleti régész, a magyar terepíjászat úttörője volt. A vadgazdálkodás területéhez tevékenysége jelentősen hozzájárult. Fábián Mária (1912–1980) festőművész öccse és Fábián Pál (1922–2008) nyelvész bátyja.

## Élete
Fábián Gyula (1884–1955) és Biczó Ilona (1886–1970) fiaként született, értelmiségi családban; szülei középiskolai tanárok voltak, anyja grafikusként és festőként is működött. Ő maga is elsőként középiskolai tanárként diplomázott, később megszerezte a biológiai tudományok kandidátusa fokozatot. Tanulmányainak befejezését követően oktatási, illetve tudományos területeken dolgozott, kutatómunkája során jelentős eredményeket ért el. 1959-től volt az Agrártudományi Egyetem Állattani Tanszékének vezetője, 1962-től egyetemi tanárként, ezzel párhuzamosan egy időben a Magyar Tudományos Akadémia állatgenetikai csoportját is vezette.

## Tudományos tevékenysége

### Genetika, vadgazdálkodás
Tudományos pályáját genetikusként kezdte. Az egyetemi magántanári habilitációt 1947-ben szerezte meg. 1960-tól nyugdíjba vonulásáig, 16 éven át a Gödöllői Agrártudományi Egyetem Állattani Tanszékét vezette. 1973-ban megszerezte a "biológiai tudományok doktora" tudományos fokozatot. 1983-ban a gödöllői egyetem díszdoktorává avatták. Tudományos munkássága a biológia számos területére kiterjedt. Foglalkozott többek közt általános genetikával, fénanalízissel, fenogenetikával, ökológiával és vadgazdálkodással is.
Ez utóbbi szakterületen eredményesen kamatoztatta íjászati érdeklődését és íjász ismereteit. A szabad vadászterületen való nagyvad-immobilizálásra (kábítás, illetve bénítás, vizsgálat, befogás vagy gyógykezelés végett) kifejlesztett egy számszeríjat, amelyből nyílvessző helyett egy speciális, feltollazott injekciós fecskendőt lehetett kilőni. E számszeríjon igen szellemesen oldotta meg a nagyobb távolságokra való célzást. A számszeríj agyazását ollószerűen szétnyithatóra készítette. A felső szár a tusban folytatódott és fix célzást tett lehetővé. Az alsó szárat, amelyen az ideg mozgatta a repülő fecskendőt, a távolságnak megfelelően a kellő szögbe lehetett beállítani.

### Kísérleti régészet
Fábián professzornak az íjászat terén elért legjelentősebb eredménye az volt, hogy a honfoglaláskori magyar íjakról működőképes rekonstrukciókat tudott készíteni. E tevékenysége nyomán ismertséget és elismerést szerzett a régészek és történészek körében is. Az első sztyeppei összetett íjat 1933-ban, 18 éves korában készítette. Élete folyamán kb. 12-14 népvándorláskori összetett íjat készített. Ezek többsége honfoglalás- vagy kora Árpád-kori magyar íj volt, de volt közöttük korai és kései típusú avar íj is, sőt egy egyiptomi hikszosz íjat és egy szászánida íjat is készített.
A Magyar Televízió 1981-ben egy, róla készült portréfilm keretében lépésről lépésre nyomon követte egy 11. századi magyar íj elkészítésének menetét. Az említett portréfilmhez kapcsolódnak az első hazai lovasíjász próbálkozások is. A filmben az íjakat használat közben bemutató visegrádi erdészek apró, kócos fakó lovaikról előre- és hátrafelé nyilazva modern ruhájuk ellenére is a kalandozó magyarok illúzióját keltették. Természetesen a lovasíjászathoz is Fábián professzor adta az elméleti instrukciókat.

## Terepíjászat
A Gödöllői Agrártudományi Egyetemen 1975-ben létrejött egy terepíjász szakosztály, ami kezdetben Fábián Gyula saját íjait használta, míg – szintén az ő segítségével – sikerült külföldről beszerezni olcsó íjakat. Nagy íjász tapasztalatával sokat segített a terepíjászat alapjainak megismerésében. Mai szemmel nézve primitív felszereltséggel, de határtalan lelkesedéssel megrendezett terepversenyeiken alig-alig talált legyőzőre. Már az 1970-es évek végén kísérletezett a „string walking” célzási technikával, melyet ő húrmértékes célzásnak nevezett.